# Krumau am Kamp
Krumau am Kamp è un comune austriaco di 773 abitanti nel distretto di Krems-Land, in Bassa Austria; ha lo status di comune mercato (Marktgemeinde).